# Шведський полярний науково-дослідний Секретаріат
Шведський полярний науково-дослідний Секретаріат  — державний орган, що займається організацією та координацією полярних досліджень Швеції. Зокрема організацію експедицій до Арктики та Антарктики,  забезпечення функціонування полярних станцій, систематизація та публікація досліджень.
Головний офіс розташований у Стокгольмі. 31 серпня 2017 року Уряд ухвалив рішення про перенесення в Лулео Переїзд має бути завершений 30 червня 2019 року.

## Завдання
Шведський полярний науково-дослідний Секретаріат сам не проводить дослідження, але надає підтримку дослідникам, організовуючи експедиції в полярні регіони, утримуючи дослідницькі станції та надаючи загальну дослідницьку інфраструктуру (логістику тощо). Він також сприяє полярним дослідженням, який не вимагає польових робіт, і бере активну участь у поширенні результатів досліджень. Також він займається популяризацією полярних досліджень. Для цього до експедицій залучають вчителів та митців. Крім того, агентство видає дозволи громадянам Швеції на проведення досліджень в Антарктиді відповідно до Шведського антарктичного закону (2006: 924).
Секретаріат представляє Швецію (чи підтримує уряд) у міжнародних переговорах та програмах співпраці, що стосуються полярних питань. Він активно долучається до вирішення екологічних питань полярних регіонів.

## Історія
Полярні дослідження в Швеції почали активно розвиватись із почату 1980-х років. У 1981 році Шведська Академія Наук створила Шведський Комітет полярних досліджень, а в 1983 році, міністр освіти Інгвар Карлссон  висунув пропозицію утворити на його основі державну установу. Секретаріат був сформований в наступному році, з річним бюджетом в 4 мільйони крон. У тому ж році Швеція стала асоційованим членом Договору про Антарктику, а в 1988 році повноправним членом. У 1988 і 1989 роках були відкриті перші шведські антарктичні станції Свеа і Васа відповідно.

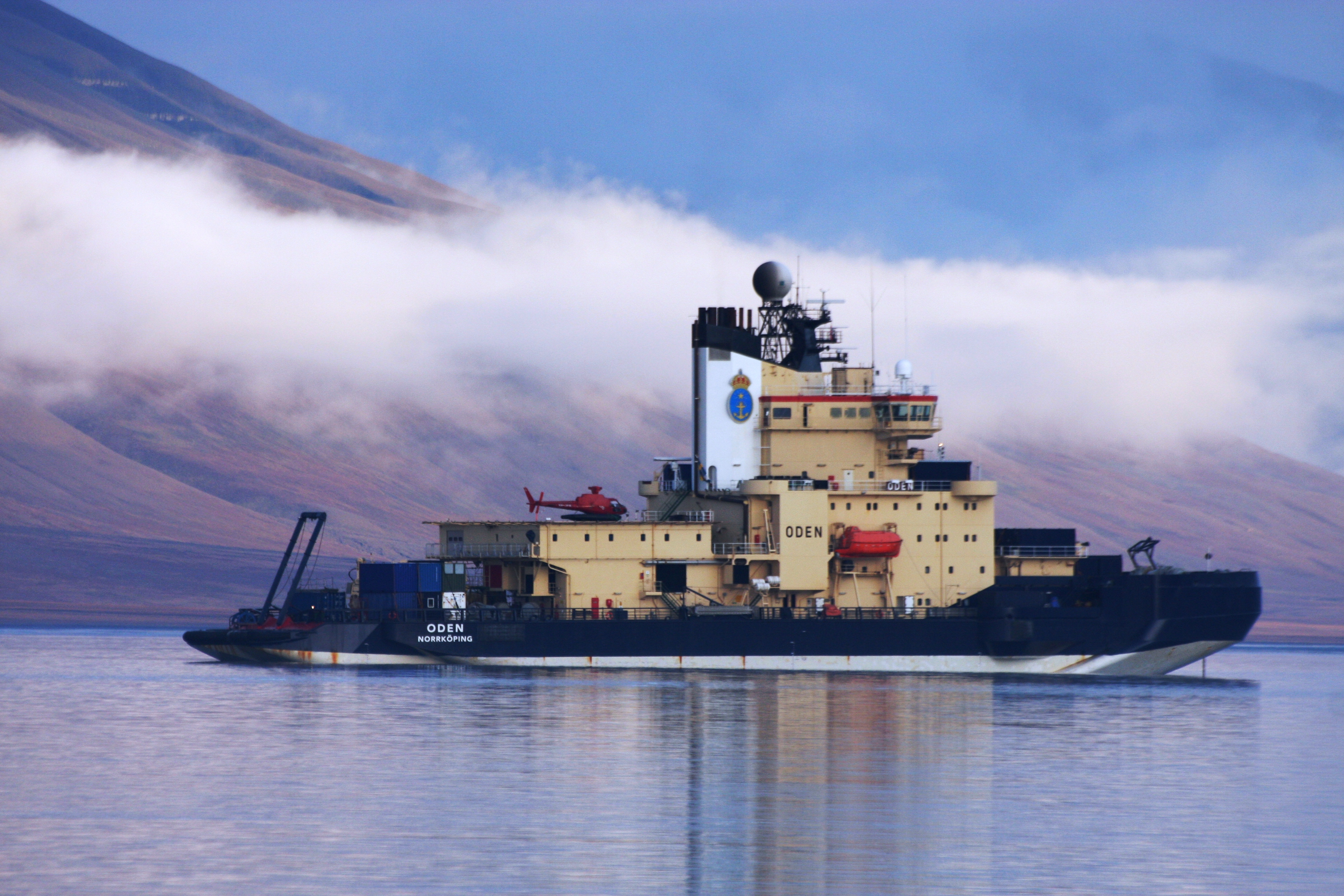
Криголам Оден 2011 рік

7 вересня 1991 року шведський криголам Оден став першим неядерним кораблем, що досягнув Північного полюса. Потім він ще 7 разів досягав Антарктиди.
31 серпня 2017 року Уряд ухвалив рішення про перенесення в Лулео. Переїзд має бути завершений 30 червня 2019 року.

## Директори
Андерс Карлквіст (1984-1993, 1995-2009)
Олле Меландер (1993-1995)
Бьорн Далбек (2010-2017)
Катаріна Гардфельдт (2018-)

## Діяльність
Нині в розпорядженні секретаріату знаходяться антарктичні станції Свеа та Васа, арктична станція Абіско та криголам Оден. В штаб-квартирі працює 30 постійних співробітників.
Традиційно до складу полярних експедицій входять митці. Спочатку це були художники та фотографи, що документували події для історії, але зараз при відборі учасників не обмежуються лише візуальним мистецтвом. Результатом участі може бути фільм, виставка, концерт, книга чи будь, що інше.
Починаючи з 2000 року діє програма за якою вчителі мають можливість взяти участь в полярних експедиціях.  Це має сприяти зростання інтересу до цієї галузі серед молоді. Станом на 2018 рік участь в програмі взяли 15 шведських вчителів, а також вчителі з Чилі, Німеччини та США.
Щорічно на базі Секретаріату проходить Полярний форум. Метою є налогодження міждисциплінарних зв'язків між шведськими вченими, що займаються вивченням Арктики та Антарктики.